# TAROM

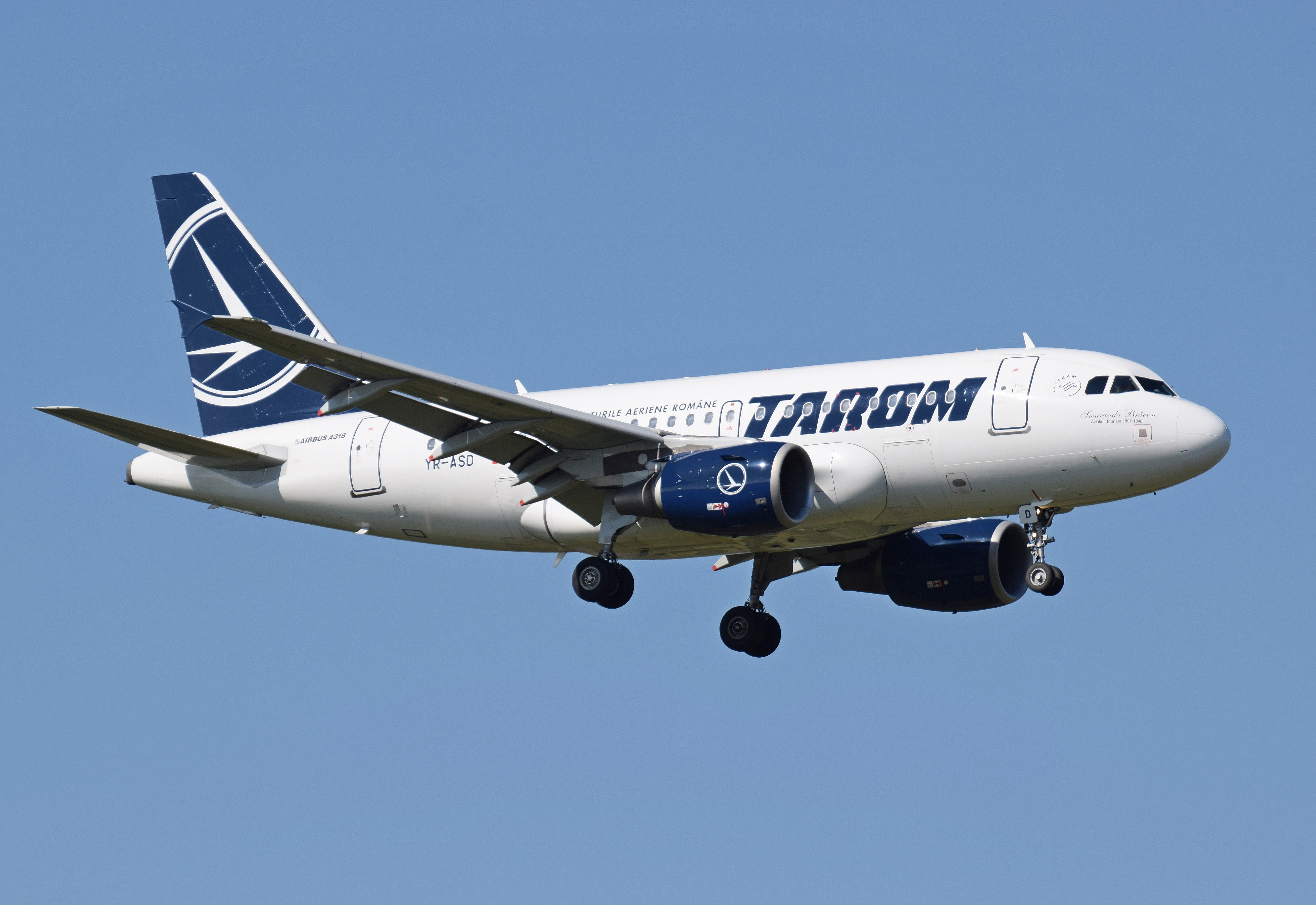
TAROM Airbus A318-100

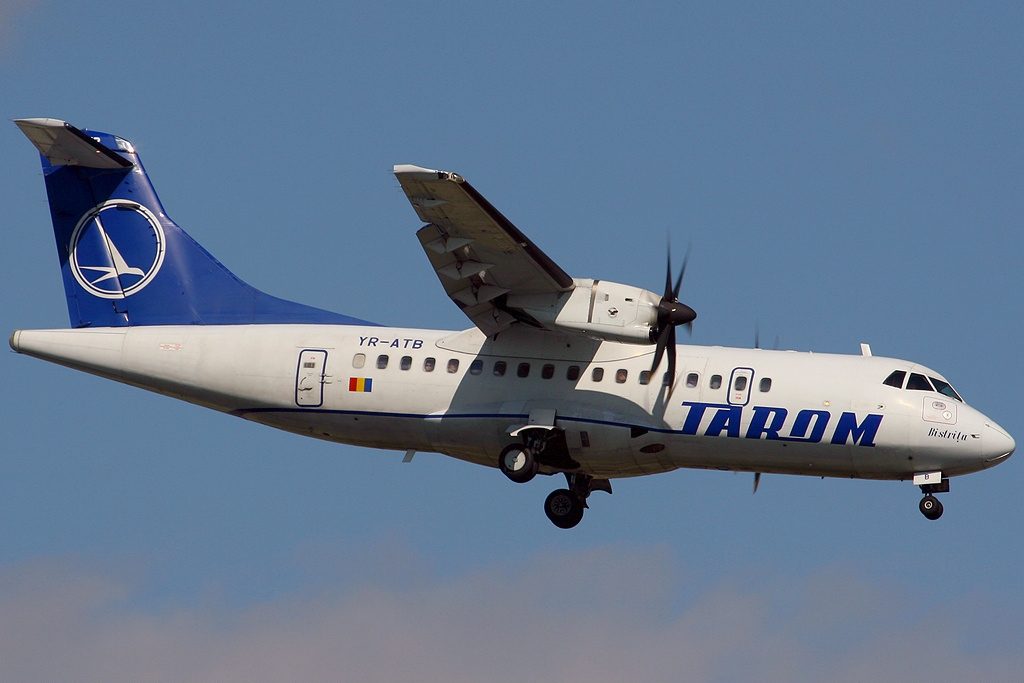
TAROM ATR 42-500

TAROM або Romanian Air Transport (рум. Transporturile Aeriene Române) — національний авіаперевізник, найбільша і найстаріша авіакомпанія Румунії.
Основний аеропорт авіакомпанії — Міжнародний аеропорт імені Анрі Коанда в Отопені, на північ від Бухареста. Там також знаходиться штаб-квартира авіакомпанії. 97.22 % акцій TAROM належить державі. 25 червня 2010 авіакомпанія увійшла до складу альянсу SkyTeam.

## Флот
Флот TAROM складається з середньомагістральних та далекомагістральних авіалайнерів.

### Код-шерінгові партнери
| - Aeroflot - Air Europa - Air France - Air Serbia | - Alitalia - Austrian Airlines - Brussels Airlines - Bulgaria Air | - Czech Airlines - KLM - Middle East Airlines - Royal Jordanian |

### Партнери
| - Aegean Airlines - Olympic Air | - Iberia - AtlasGlobal |

## Статистика

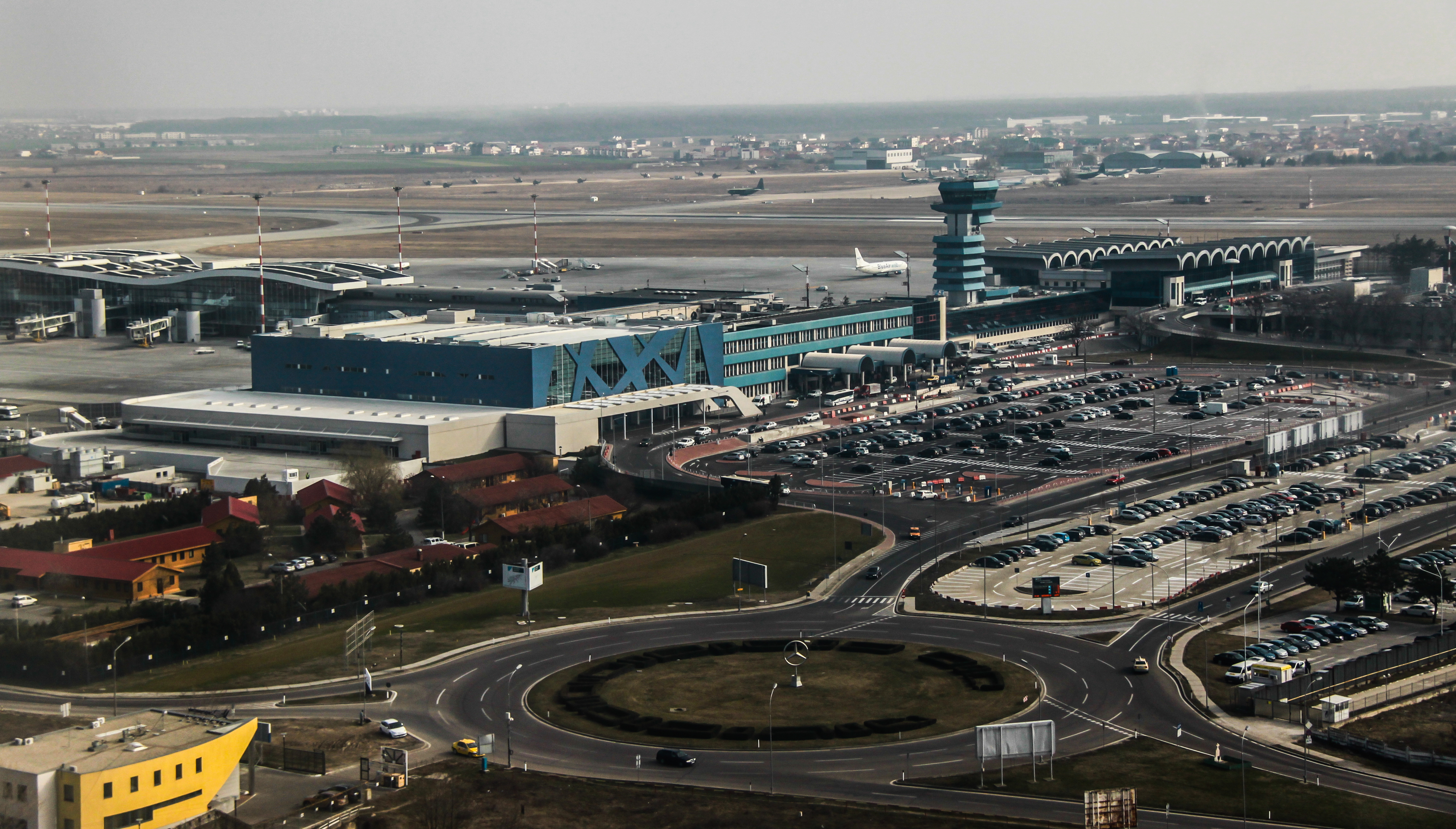
Міжнародний аеропорт імені Анрі Коанда

|                                               | 2005  | 2006  | 2007  | 2008  | 2009  | 2010  | 2011  | 2012  | 2013  | 2014  | 2015  |
| --------------------------------------------- | ----- | ----- | ----- | ----- | ----- | ----- | ----- | ----- | ----- | ----- | ----- |
| Оборот (EUR млн)                              | 220   | 234   | 261   | 257   | 193   | 218   | 279   | 238   | 247   | 256   | 340   |
| Доходи (EUR млн)                              | 1.1   | 12.3  | 21.8  | −1,7  | −55   | −79   | −58   | −54,5 | −29,5 | −23   | −1,5  |
| Кількість працівників                         | 2,289 | 2,333 | 2,338 | 2,471 | 2,517 | 2,353 | 2,200 | 2,070 | 2,006 | 2,000 | 1,960 |
| Кількість пасажирів (млн)                     | 1.40  | 1.45  | 1.89  | 1.98  | 1.72  | 2.20  | 2.19  | 2.19  | 2.10  | 2.33  | 2.39  |
| Коефіцієнт зайнятості пасажирських крісел (%) | 61.0  | 62.3  | 67.2  | 61.9  | 55.6  | 60.9  | 60.6  | 66.0  | 65.9  | 66.0  | 70.0  |
| Кількість літаків                             | 18    | 20    | 22    | 24    | 26    | 26    | 26    | 24    | 24    | 24    | 23    |